# Williams FW
O  FW/FW01/FW02/FW03  é o modelo da Frank Williams Racing Cars da temporada de 1975 da F1. Foi guiado por Ian Ashley, Tony Brise, Jacques Laffite, Damien Magee, Arturo Merzario, François Migault, Ian Scheckter, Jo Vonlanthen e Renzo Zorzi. Esse modelo também foi utilizado pela Iso-Marlboro na temporada de 1974, e foi guiado por Tom Belsø, Jean-Pierre Jabouille, Arturo Merzario e Gijs van Lennep.